# Oleksandr Tkačenko
Oleksandr Vladislavovič Tkačenko (ukrajinsky Олександр Владиславович Ткаченко; * 22. ledna 1966 Kyjev, Ukrajinská SSR, Sovětský svaz) je ukrajinský novinář a politik. Od 4. června 2020 je ministrem kultury a informační politiky Ukrajiny.

## Novinářská dráha a politická kariéra
Tkačenko vystudoval žurnalistiku na Kyjevské univerzitě. Studoval také na Harvardské obchodní škole v Massachusetts.
V 90. letech produkoval televizní pořady pro ukrajinská média. Po řadu let vedl mediální skupinu 1+1, jednu z největší mediálních společností na Ukrajině.
V roce 2019 byl zvolen do ukrajinského parlamentu za stranu Služebník lidu. Jako poslanec předsedal výboru pro humanitární a informační politiku a výboru pro meziparlamentní vztahy s Norskem. Dne 4. června 2020 byl jmenován ministrem kultury a informační politiky ve Šmyhalově vládě.